# 龍徳寺 (小樽市)
龍徳寺（りゅうとくじ）は、北海道小樽市にある曹洞宗の寺院である。山号は海雲山。

## 概要
創建は江戸時代の安政4年（1857年）。創設地は後志国小樽郡、後の小樽市信香町（のぶかちょう）で、同市若松を次ぎ、1874年（明治7年）に真栄へと移転して現在に至る。
本堂は市内で最も古い寺院本堂であり、創設当時の旧態がほぼ現存している。市の歴史的建造物にも指定されており、見学客や観光客も多い。境内にあるイチョウの木も、市指定の保存樹木である。
昭和8年（1933年）に本堂に寄贈された巨大木魚でも知られている。これは九州産のクスノキの一本彫りで作られた、直径1.35メートル、高さ1メートル、重さ330キログラムのもので、その大きさは日本一とされる。大きさだけなら他にもこの大きさに匹敵する木魚はあるが、継ぎ目のない一塊の木で作られたという点では、日本最大とされる。制作費は約千円で、当時はこの金額で家1件が建てられるほどだったという。

## 交通手段
- 函館本線南小樽駅下車、徒歩14分。
- 北海道中央バス（おたもい営業所、真栄営業所）「龍徳寺前」バス停

## 参考資料
- 『Kaseru（カゼル）』2009年10月号 北海道新聞小樽支社営業部発行
- 佐藤圭樹 編『小樽散歩案内』ウィルダネス、2014年4月20日。ISBN 978-4-9901333-3-7。